# EXテレビ
『EXテレビ』（エックステレビ）は、1990年4月2日から1994年4月1日まで日本テレビ系列局で放送された深夜のワイドショー番組である。放送時間は毎週月曜 - 金曜 23:55 - 24:55（JST）。

## 概要
24年半放送された『11PM』に代わり放送開始。前番組と同様に月、水、金曜日は日本テレビ放送網（日本テレビ、日テレ）、火、木曜日は讀賣テレビ放送（よみうりテレビ、読売テレビ）が製作。読売テレビ製作分は『EX Osaka（エックス大阪）』（出演者の発言では『大阪エックス』とも）とする愛称があった。一方の日本テレビ製作分は『EX Tokyo』のような愛称は特に設けられていなかった。
タイトルロゴは『24時間テレビ 「愛は地球を救う」』のチャリTシャツのデザインを手掛けていた浅葉克己、テーマ曲は『11PM』終了時の東京版（東京イレブン）司会陣の一人だった三枝成章によって制作された。
日本テレビ製作分は三宅裕司、よみうりテレビ製作分は上岡龍太郎が司会を務めた。他曜日ごとにレギュラー出演者があった。
開始時は1980年代半ば頃から深夜番組の過激化が社会問題となり、民放各局は「脱・お色気」の風潮が強まっていたため、本番組もお色気番組のイメージが強かった『11PM』のカラーを払拭した内容でスタートし、国外情勢やトレンドなどの情報番組色が強い企画と実験的要素の強いバラエティ企画が主軸としていた。
原則、番組はその日の制作局の自社スタジオから生放送で放送されていた。ただし、木曜は通常録画放送（木曜日初回は生放送で、他にも時折生放送されることもあった）で、生放送され続けてきた火曜も末期には録画放送へと移行した。
また、「11PM」同様、年に数回ほど『名古屋発EXテレビ』（EXナゴヤ）と題した回が放送されることがあった。この回では、日本テレビと中京テレビ放送（中京テレビ）が共同で番組の制作を行い、三宅ら東京勢の出演者が中京テレビ本社のスタジオに訪れて番組の収録を行っていた。
この番組は各曜日ごとにテーマが設けられていた。その中で、火曜に放送された、番組内では「テレビ論」と称していた実験的テレビ番組企画は一際異彩を放っていた。番組は東京勢の出演者と大阪勢の出演者の対立を煽ることも視聴率のアップに利用しており、『EX Osaka』第1回目の放送で上岡は「昨日、東京で三宅裕司がやってた無様な番組にはしません」と発言し、対する三宅も1991年春の『4月は人気番組でSHOW by ショーバイ!!』（後の『スーパークイズスペシャル』）でEXテレビチームとして南と出演した際に、番宣で「大阪の上岡さんのようなワガママ（な企画）はありませんので」とコメントしたことがある。しかし、1993年春の同番組では上岡とEXテレビチームとして共演している。この時、大阪勢から出演したのは上岡とこの特番の司会としても出演していた紳助の二人だけで、残りは東京勢の三宅・南・ルーだった。
また、サッカーの大ブームが起きた1993年には主に水曜にヴェルディ川崎（現・東京ヴェルディ1969）の主催試合を中心にしたJリーグ中継の番組「ウルトラJ」が当該枠で放送されたことがある。これは、プロ野球中継（主に読売ジャイアンツ主催試合）との関係でサッカー中継が生放送できない場合があったためである。このために、「EXテレビ」を休止にしたことも多々あった。
この番組の放送終了後は、ワイドショーとスポーツニュースを複合させた深夜バラエティ枠『どんまい!!スポーツ&ワイド』が放送されるようになった。
なお、番組タイトルのEXはバブル期の流行語の一つ・ヤング・エグゼクティブ (young EXecutive) に由来する。
月曜の放送はステレオ放送が実施され、番組表上では番組がステレオ放送であることを意味する「[S]」のマーク（一部紙を除く）が付けられていたが、これが「SEXテレビ」（セックステレビ）と読めるという番組視聴者からの指摘を受けて途中から番組表上でのステレオ表示をやめた。月曜のステレオ放送は1992年2月24日に取り止められた。なおかわってクリアビジョン放送（「C」など）のマークが入った。

## 出演者
芸名・肩書はいずれも当時
月曜
- 三宅裕司
- 南美希子
- 村田昭治（慶應義塾大学教授）

火曜
- 上岡龍太郎
- 島田紳助

水曜
- 三宅裕司
- 舛添要一（国際政治学者）
- 森口博子→大島智子

木曜
- 上岡龍太郎

金曜
- 三宅裕司
- 森脇健児→ルー大柴
- 西村知美→鷹西美佳（日本テレビアナウンサー）→藪本雅子（日本テレビアナウンサー）

## 内容
月曜
最新トレンドを掘り下げる。役回りとしては流行に疎い三宅を南が引っ張るというもの。番組開始時のコンセプトは、「文化、流行、ビジネス、ファッションを分析するデータショー」。ナレーションを武田広と後の金曜担当の鷹西が務めた。途中からランキング形式で紹介する「今週のヒットパレード」コーナー（トレンドランキング）が登場。最初の頃は番組前半の1コーナーで、後に1時間丸々行うメインコーナーに昇格した。また、番組の途中には天気予報のコーナーがあった。なお、当時流行したミネラルウォーターを持ち歩く若者を「オアシス小僧」と呼んだのは、この番組が最初である。また、大相撲の本場所前には、元十両力士である翠竜による優勝力士予想のコーナーがあった。
火曜
上岡と紳助の司会進行。基本的に「テレビ論」がテーマだった。途中（企画によっては前半）には『NEWS・EXTV』のコーナーがあり、上岡がニュースキャスターを務め、紳助とその週のニュースについて持論を展開していた。さまざまな実験企画が放送され、世間でEXテレビというと、火曜日の企画を指すのが一般的だった。ここで生まれた企画は2006年10月時点で放送されている自局の番組や特番で残っているものも多い。また企画自体が他局に売りに出されたケースがあり、テレビ東京が落札した『開運!なんでも鑑定団』は2022年現在でも放送が続いている。番組開始時、一部系列局の新聞広告には「テレビ論」ではなく「政治、経済など、納得いかないことをテーマにした、トークセッション。」と記載されていたが、これは木曜日の一部企画で討論形式として用いられることとなる。
水曜
三宅が時事問題を斬るコンセプトでスタート。番組開始時は、「舛添要一の海外リポートを中心に世界を見つめ、時代の動きをまさぐる」 と紹介されていた。内容も硬派で視聴者との電話による討論（ディベート）などが行われていた。その後内容を変更。風俗や社会現象を紹介したり豪華ゲストを迎えてのトークなどの砕けた内容となった。
木曜
上岡が「テレビ論」をテーマに、毎回異なる企画を放送した。立川談志、山城新伍らを迎えてのトリプル司会構成での放送（月1回）、さらに大島渚・野坂昭如・小田実らを加えて7人でトークを行う日（月2回、前編と後編に分けて2週連続で放送）、その他単発企画（月1 - 2回）を放送。ただし、トリプル司会構成の初回は、EX Osaka最初の放送である火曜（1990年4月3日）だった。
2代目桂枝雀をゲストに招いて「緊張と緩和」をはじめとする落語・笑いの理論をインタビューしたことがある。この回は、後に上岡のスケジュールの都合で収録本数が足りなくなってしまった際に、同じ放送時間枠で再放送されたことがある。なお、再放送時の新聞のテレビ欄には、視聴者を引き付けるために実際には放送されないエッチな内容の企画をわざと掲載するという工作を行い、翌週の放送で上岡がそれを釈明しバラしていた。
仲のいい芸人を楽屋に呼ぶ形で「楽屋トーク」を中継したこともある。この企画のときは、楽屋の監視カメラで撮影されたため、モノクロ画像で放送されていた。ただし、画面の隅には色付きの「EX Osaka」のロゴが挿入されていた。複数のパネリストを迎えて「笑い」、「吉本新喜劇」、「その時代の出来事」などを激しく議論することもあり、特に上岡が嫌悪する「占い」、「オカルト」などの批判もあった。その他、初回放送では上岡1人を残し、無人のスタジオで上岡が1時間すべてトークでつないだり、CMを番組の前後に集中して放送し、まるまる談志の落語をノンストップで行った回、死装束を着た上岡や野坂らが蓋のない棺の中に入って自身の死後の事についてトークする回など、異色の企画が目立った。
番組開始時、一部系列局の新聞広告には「テレビ論」ではなく「上岡龍太郎による「怒りの上岡ニュースショー」」と記載されていたが、これは火曜日で『NEWS・EXTV』として放送される事になった。
金曜
内容はバラエティー。番組開始時のコンセプトは、「マネー、遊び、異性をテーマにしたエンターテイメント」。中継リポーターとしてルーが出演。彼は後に森脇に代わってスタジオ出演となる。番組内で時折見せる海パンダンスは金曜日の代名詞となった。常連ゲストに作家の志茂田景樹がいた。合間には日産の生CMコーナーがあった。名物企画には当時のテレビCMに出演している無名タレントにスポットを当てたクイズ大会などがあった。

### 火曜の実験企画
派生企画など、ごく一部に木曜日で放送されたものがある。

#### 低俗の限界
木曜日初回の放送で上岡龍太郎が1時間丸々一人喋りをした放送回を見た視聴者や前番組『11PM』のようなお色気的な内容を期待していた男性視聴者から「男が一人で何をごちゃごちゃ喋っとんねん、早くハダカを見せろ、ハダカを」という苦情電話が多く寄せられた。この苦情電話を知った上岡と紳助が「女性の裸は視聴者からのニーズがある」と捉え、一度思い切りやってみようという話になり、11PMの視聴者向け・ファン向けの企画として実現したものである。当時は現在の地上波と同様に深夜番組のコンプライアンスが厳しかった時代であるが、初回放送はEXテレビ史上最高となる、平均12%、瞬間最高で16%の視聴率を叩き出した。高視聴率を獲得した一方で250本を超える苦情電話が殺到する事態となった。
前半はスタジオに数名のヌードモデルが立っていたり、横たわっていたりする中でトークを繰り広げ、後半は上岡と紳助の2人がソファーに腰掛けて真面目なトークを展開する企画。2人の頭を挟むように全裸の女性が座っていて、ちょうど2人の頭が女性の股間を隠すような位置に来るように設定されており、不用意に頭を動かすと女性の局部が露出してしまうことから、2人が頭を動かさないようにしながら様々な行動を取る様子が奇妙な笑いを生んだ。また、CM前には有名クイズ・ゲーム番組を下ネタにアレンジしたパロディ企画が放送された。
初回放送が好評を得たため、第2弾の放送も決定した。2回目の放送にはルポライターの竹中労がゲスト出演、硬派なトークを上岡・紳助と繰り広げたが、前回の放送時の苦情などの影響のためか不評に終わった。また、この回がそれまでの生放送では対応できないとのことからVTR収録となった。

#### 視聴者参加ヌードデッサン
画面に映し出された女性のヌードモデルを視聴者にデッサンしてもらい、その出来映えを講評しようという企画。完成した作品はFAXで番組宛てに送信してもらい、番組では生放送中に受信したその画像をボードに貼り講評し、優秀作品を選んだ。

### その他の火曜実験企画
抱かれてみたいのはどっち!?
毎回ゲスト1人が、5つのジャンルに各5人の有名人と「抱かれてみたいのはどっち?」という質問で対戦。東京と大阪各10人・計20人にアンケート調査を行う。それぞれのジャンルの各5人に1 - 5倍のオッズがつけられ、ゲストの獲得票×オッズが得点となる。
毎回、上岡チームと紳助チームに分かれて対戦する。もともとは、「涙もろそうなのはどっち?」「字がうまそうのはどっち?」など、上岡と紳助の2人のうち「○○してそうなのはどっち?」という形式の質問を、ひとつの質問につき20人に街頭インタビューを行い、どっちが多かったかを予想する企画が放送されたのが原型。
上岡vs紳助の対決ではバリエーションが少ないと出演者自身が提案をしたことにより、質問内容により、上岡vs板東、紳助vsさんまなど、対戦相手を変えて調査を行った。この時に紳助vs柳葉で「抱かれてみたいのはどっち?」という調査を行った。スタッフはシャレのつもりでアンケートを行い、放送本番前から紳助に対して「最後でキレると思いますよ」と予告していた。結果は19vs1で紳助の惨敗で、紳助はスタッフに対して「いきなり強敵と対戦させるな。どうせなら広いジャンルの人物と対戦させてくれ」と言い出して「抱かれてみたいのはどっち?」の単独の企画が始まった。
最初の2回は紳助、上岡がそれぞれ自らの得票数を競う方式で放送された。参考データとして公開した「西川のりおvs○○」の数値でのりおの獲得票があまりにも少なかったため、ゲストを招いて対決するコーナーへと発展した。中には東京勢から金曜レギュラーのルーが登場した事もある。この企画は後に、数人のタレントがクイズ形式で予想する「抱かれてみたいのはグランプリ」へと形を変えていった。なお、この企画は同じ読売テレビ制作で紳助が司会の『芸恋リアル』へと引き継がれていった。
抱かれてみたいグランプリ
6人の有名人の中から、男性有名人の場合「抱かれてみたいのは誰?」、女性有名人の場合は「抱きたいのは誰?」というアンケート調査を行い、先に20人の支持を得られた有名人が1着となる。
5人の解答者は、持ち点50点からスタートし、1着になる有名人に得点を賭け、的中すれば掛け点×オッズ分の点数がもらえる。最終的に得点が最も多かった解答者のみが賞金を獲得することができる。司会は上岡または紳助が担当し、オッズも自らつけることになっている。
「ドラマ主演レース」では、放映中のドラマ毎に主演共演の男優・女優がセットになっていて、関東で男優のアンケート調査を発表した後に関西で女優のアンケート調査を発表する珍しい方式が取られていた。この企画は後に『ダウンタウンDX』（こちらも読売テレビ制作）の「ビッグスターイメージレース」のコーナーへと受け継がれていった。
クイズ1人しか言いませんでした
当時TBSで放送されていた人気クイズ番組『クイズ100人に聞きました』にヒントを得たパロディ企画。有名人の「名字、（名字でないほうの）名前、漢字、部首などで連想される有名人は?」という質問を100人にアンケートを取り、1人しか答えなかった有名人を当てるというクイズ。通常は東京50人、大阪50人へのアンケートで、問題によっては東京、大阪どちらか100人だった。例えば、「なかむら」と言えば?・・・中村主水、など、歴史上の人物や漫画を含む創作物の登場人物も可とされた。
正解すると20点加算され、不正解の場合は人数分の減点となる。0人の場合は「ドボン」となり-10点。ある時期より、最初からドボンを狙った解答もしくは空欄解答については40点減点する旨紳助より警告があった。企画後期には、解答時に1回だけ使用することができ、正解すれば2倍の40点加算になるが、不正解時のマイナスも2倍になる「勝負帽」が導入された。なお、使用せずに終わると50点の減点となった。1点 = 1000円のレートで賞金額が決まる（ということになっていた）。企画初期の段階では正解時の加算が10点だったが、レートが厳しすぎて獲得賞金がマイナスで終了する解答者が相次ぎ、結果テレビ局が儲かるケースがほとんどだった。番組内でも本当に罰金額を没収するという発言をしており、ひどい時には10万円以上もの没収を食らうゲスト解答者もいた。後に「企画自体が賭博行為に当たるのではないか」と大阪府警から指摘を受けたというエピソードが番組内のトークで明かされ、それ以降は番組内では1点あたりの金額を言わず「（缶飲料の）ウーロン茶○本分」という単位をよく使っていた。これ以降、正解時の加算が20点とされた。
なお、このコーナーでジミー大西は珍回答をするたびに司会の紳助に「ジミーちゃんパンチ!」とよく頭を殴られたり、裸にされたりするなどひどい目にあっていた。裸にされた理由は、放送途中で持ち点がなくなってしまい、衣装を形に得点を借りてゲームを続行したためである。
この企画は『スーパークイズスペシャル』でも、紳助の司会で出題された。
当初は100人に聞いても1人も答えなかった有名人を当てるクイズで、タイトルも「クイズ100人が言いませんでした」だったが、あまりにも解答がマニアックになってしまったために変更された。当初は「山口さんちのツトム君」など、後に可とされた創作物の登場人物は無効とされて結果発表が出る前に減点の対象となった。なお、上岡に無効判定された「山口さんちのツトム君」は10人の回答があり、結局は10点のみの減点となっている。なお、本家である『クイズ100人に聞きました』の最終回は1992年9月28日であり、この企画はその直前の1992年9月22日にスタートしている。
2015年6月26日に『クイズ!オンリー1』として、復活版が放送された。
クイズ1人しか抱かれてみたいと言いませんでした
放送終了になる直前に、視聴率10%を超える「抱かれてみたいグランプリ」と「クイズ100人に聞いたら1人しか言いませんでした」の2つの企画をドッキングさせて視聴率20%を目指すという企画の元に放送された。「あなたが抱かれてみたい○○さんは?」という質問をして、誰かが20票に到達した時点で1票だけ獲得した人物を答えた場合に正解となるクイズで、○○には「 - 1人しか言いませんでした」と同様に苗字または名前が入る。もし1票だけ獲得した人物がいなかった時には、1票を獲得する人物が現れるまでアンケートが続行された。得点は、「- 1人しか言いませんでした」と同じ計算方法である。
家宝鑑定ショー
一般視聴者からお宝が持ち込まれ、プロの鑑定士がお宝を鑑定する企画。「偽のお宝を自信満々に持ち込むような学のない金持ちを集め、その鼻を折って笑いを取る」というネガティブな発想から生まれた企画である。EX Osakaの最終回に「司会・島田紳助」つきで企画オークションに出され、最高値をつけたテレビ東京が『開運!なんでも鑑定団』として放送している。
クイズここまで出てるのにぃ
政治・芸能ネタやちょっと前にはやった物など、問題を理解しているにもかかわらず固有名詞が思い出せずに口に出して発言できない、「ここまで出てるのに思い出せない」というものが出題されるクイズ企画。
まず、6人の解答者は持ち金が与えられる。その後、司会の上岡が、問題によって答えられなかったときの罰金額を設定する。問題の内容によっては、ハンデキャップをつけることもある。答えが分かったら、上岡にしか聞こえないマイクを通じて答える。
解答者が答えを言う時にマイクの音声が加工される。番組初期 - 中期の生放送時代には、上岡の耳元へ「ひそひそ話」の要領で話し、正解か不正解かを判定していた。しかし、番組後期の収録時時代には、編集によりマイクの音声が加工（効果音を入れるなど）されるようになった。その答えが正解の場合は赤い「!」マークが現れ、愛称を言った場合や極端に答えが聞き取りにくい場合は青い「!」マークが現れる。正解すれば賞金はキープだが、制限時間内に答えられなかった場合は上岡が設定した罰金分差し引かれる。また持ち金が0になっても不正解した場合「手形」が発行されて、終了後にその発行分の罰金を徴収される。問題が全て終わった時点の残金が賞金となる。
番組終了後、期首特番としてゴールデンタイムに放送されるようになり、後の『島田紳助がオールスターの皆様に芸能界の厳しさ教えますスペシャル!』へとつながった。なお、企画初期では賞金の設定はなく、出題者を持ち回りにして残りのメンバーが解答する方式だった。制限時間以内に答えられなかったり、間違った答えを出した場合は出題者からハリセンで叩かれる。
顔顔DonDon
「終電に乗り遅れた人」、「ソープ嬢」など、モニターに映し出される「顔」を持つ人物の共通点を当てるクイズ。最初に顔が4人分表示されており、1人ずつ追加されていく。正解時の得点は最初の段階では10点となっており、1人追加されるごとに1点ずつ減っていく。問題によっては正解時にテーマにちなんだ商品がもらえることもある。
フンフンゲーム
出題者がある言葉を、口を開けずに「フンフン」だけで言って、何と言ったかを当てるクイズ。
第1回目の時は上岡・紳助を含む出演者が円形のテーブルに着席して行う個人戦で、正解者が次の問題の出題者になった。第2回目の時には、当時読売テレビのアナウンサーの羽川英樹を司会として上岡チームと紳助チームの対戦形式で行った。あまりにくだらないと出演者が自己批判していたが、この企画も『島田紳助がオールスターの皆様に芸能界の厳しさ教えますスペシャル!』で行われたことがある。なおこれを歌に応用した企画が『吉田照美のやる気MANMAN!』で放送されている。
クイズ全員が司会者
上岡・紳助にダウンタウンの2人を交えて、4人がそれぞれ中心を向いたセットに座って交代で問題を出し、出題者が正解を決められる。上岡の意図的な誘導により、次第に上岡をのぞく3人の私生活暴露や吉本の先輩への暴言大喜利大会になる。
クイズ全員が解答者 → クイズロシアンルーレット → クイズロシアンルーレット・メタリカ
前述の「クイズ全員が司会者」を発展させた企画。中心に小型カメラ付きのルーレットが設置された円卓型のテーブルに参加者4人が向き合って座る。まず問題が出題される。その内容は、「あなたとエッチしたことのある芸能人の名前を書いてください」など答えにくい質問で、1問ごとにカメラつきルーレットを回してルーレットが止まった時点でカメラが向いている席に座っている者が解答者となる。残り3人は解答予想者として解答者がどのように答えるかを当てる。予想が的中するとウーロン茶100本獲得となる。このため解答者は絶対にウーロン茶100本を獲得出来なかった。
第1回目の放送の時は上岡・紳助・ダウンタウンの4人が回答者で司会者がおらず、この時だけ「クイズ全員が解答者」というタイトルだった。2回目以降の放送より「クイズロシアンルーレット」として上岡が司会進行となり、解答者は紳助の他に西川のりお・オール巨人・桂小枝・円広志・大竹まこと・ラサール石井らが出演していた。小枝があまりにも正直に答えないという事が多かったので、小枝が正直に答えていないと判断した時には司会の上岡と3人の解答者から空気鉄砲を撃たれるペナルティがあった。
後に「クイズロシアンルーレット・メタリカ」とタイトルが変更されて、この時から円形のテーブルとカメラつきルーレットがなくなり、それぞれの解答者のアップが司会者の後ろの画面にランダムに映し出され、最後に画面が止まった人物が解答者になるというものになった。
春（秋）の新番組ダービー
春・秋の番組改編期に行われる企画。視聴者は、新番組の中で最も早く打ち切られる番組をハガキで予想し、的中者の中から抽選で1人に高額賞金がもらえるというものだった。在阪局の読売テレビが制作する関係上、企画で用いる視聴率のデータは関西地区のものが使われ、扱う新番組の中には関西ローカルでしか放送されない番組も含まれていた。
最初の頃は、上岡と紳助が番組ごとに賞金を決定していた。後に、大島渚・山藤章二・西川のりおなどの著名人8人が加わり、打ち切りと予想した人数に応じて賞金が決定された。ちなみに、当時の人気番組となる『きよし・徹のあなたが主役』や『マジカル頭脳パワー!!』や『愛ラブSMAP』などは早く打ち切られる上位に予想していた。正解率は高くなかった。この類の企画は後にやしきたかじんがメインの番組で行われている。
なお、単に続くか続かないかを予想するだけの企画もあった。このとき紳助の担当する『新伍&紳助のあぶない話』の裏番組『今宵はKANKURO』も取り上げられ、紳助は「勘九郎さんの話、面白いんですけどね」と賛辞を送ったが結果的には『あぶない話』のほうが長く続いた。
国会議員クイズ
自民党、社会党、公明党、民社党、共産党の五党の国会議員がクイズで競う企画で、過去に2回行ったことがある。第1回目はクイズグランプリの形式で行われ、自民党から原健三郎などが出演。第2回目はペアによる大会でイントロなどのクイズ形式が加わった。なお、2回とも民社党から横山ノックが参加している。
公開弟子審査会
西川のりおとオール巨人の弟子を決めるオーディション。それぞれの弟子入り希望者各3人ずつ計6人と面談し、結果のりおへ2人、巨人へ2人が合格を果たす。この企画で、当時高校を卒業したばかりだった有吉弘行が巨人の弟子として合格したが、他の弟子との人間関係のトラブルが原因で半年で破門されている。有吉の出演した番組では、この映像が放送されることがある。
徹底遊戯！あくまで生アソビ
『朝まで生テレビ!』のパロディ企画。セット・BGM・進行・テロップにいたるまで本家を忠実に再現し、大島渚、野坂昭如、デーブ・スペクター、大学教授や作家などの文化人が参加し、古今東西ゲームやしりとりなどで遊ぶ企画だった。題名は、「徹底遊戯!あくまで生アソビ第一弾・どうなるどうする出題ゲーム」。『朝まで生テレビ』と同じく、電話やFAXで視聴者から意見を募集していたが、「こんなくだらないことはやめろ」など批判の意見が殺到していた。
芸能才人図鑑
毎回、大物ゲストが上岡と紳助と3人でトークする企画。過去に、坂上二郎・橋爪功・原田芳雄・財津一郎・樹木希林などが登場した。
絵画チャリティーオークション
芸能人が描いた絵画を出品し、オークションするという企画。出品前に、画家の山本集がそれぞれの絵画を評価。その中で、もともとはオチのつもりで描かせたジミー大西の絵画が高く評価され、上岡も「キミは天才や」と絶賛。オークションでは33万円の値段が付けられ、作品を見た岡本太郎からの手紙により、ジミーが画家に転向するきっかけとなった。
EXラジオ
上岡と紳助の2人だけで、ラジオトークするという企画。カメラが1台で固定されたり、上岡と紳助の顔部分だけが映ったり、芸能人からのリクエストでBGMを流したりと、ラジオの雰囲気を強く出していた。途中で、芸能人の明日のスタジオ入り予定など奇妙なコーナーがあった。また、一度だけジミー大西がメインを務める「ラジオジミー」が放送されたことも。
EX裁判
出演者の悪行を裁判形式で裁く形式で行われる。被告となったゲストの素行を証人ゲストが証言する、いわゆる暴露企画である。弁護士役に上岡、検事役に紳助が扮し、裁判長はチャンバラトリオの南方英二や野坂昭如が扮していた。番組の最後に、例えば、女癖の悪さを暴露された被告に「去勢の刑」を言い渡すなど、遊びとしての判決が下される。
これの波及企画として、西川のりおが番組のセットを壊したときに上岡がセットの修理代を請求するという設定で本物の弁護士を招き擬似裁判を行った。結果はのりおの無罪。この判決に激怒した上岡がのりおが壊したセットの破片を持ってのりおに襲い掛かる所でその日の番組は終了した。東京版の最終回では、これの延長線上的な企画が『遠山の金さん』のパロディで展開された。
不幸自慢
不幸話を持ったゲストを呼んでトーナメント方式で繰り広げる予定だった企画。当初は1人ずつゴンドラに乗って不幸話を披露した後、勝敗の判定ではTBS系『家族そろって歌合戦』のようにゴンドラが上昇したのち、負けた方が下降するという形で企画を進める予定だったが、企画自体があまりにも盛り上がらなかったことと、負けて下降したゴンドラから芸人が転落するというハプニングが発生したため、1回戦途中で企画を打ち切りゲストを交えてのフリートークに変更された。このため、スタジオに用意されたトーナメント型の巨大ゴンドラはほとんど使用されないままに終わった。
いきなり生電話
著名人ゲストを一人招いて、そのゲストと親交がある100人の著名人をピックアップし、その中から無作為にいきなり電話をかける企画。山城新伍、中村勘九郎（五代目、後の十八代目中村勘三郎）らがこの企画にゲスト出演した。何の予告もなくいきなり深夜に電話をかけられた相手が、テレビをつけて初めてどのような事態であるかが解る様子が伝えられる、生放送ならではの企画である。
この企画で山城がある芸能人に電話をしたところ、まず異性が電話に出てしまい、その後に本人から「こんな夜中に用のない電話はやめてください」と叱られてしまった。
新年会
新年1回目の放送企画。レギュラーゲストを招き、スタジオに組まれた宴会テーブルを囲んで鍋をつついたり酒を飲んだりしながら会話をするその様子が放送されていた。
人間すごろく
こちらも新年1回目として放送された企画。スタジオ一面に作られた巨大すごろくの上を出演者自らがコマとなり、大きいサイコロを振って、止まったマスの指示に従いながら進む。途中ジミー大西にクイズを出題して、不正解だとペナルティを受けるなどの理不尽な仕掛けもあった。結局番組の放送時間内にゴールにたどり着いた出演者は1人もおらず、企画倒れと悟った紳助がエンディングでカメラに向かって「ごめん、2度とせん!」と謝っていた。
この企画の司会は大竹まことであり、総集編でVTRを見た上岡・紳助は「こういう失敗する企画は、我々はちゃんと避けてる」と語っていた。しかし、この企画も「100人聞いたら- 」に続いて「スーパークイズスペシャル」へと引き継がれた。同様に紳助の司会で、多少アレンジされた上で1996年秋から1997年秋までの3回実施された。
自民党国会議員記憶
ジミー大西が、事前に当時の自由民主党の衆参国会議員全員の名前を記憶し、当日生放送で発表するというもの。その人数は381人と非常に多かった。1時間の番組全部が、ただ延々と名前が繰り返されるだけだが、越智通雄がなかなか思い出せずにつっかえるあたりで最高の盛り上がりを見せた。ジミーは全員の名前を思い出すことに成功した。なお、不正を防ぐため、CMは番組の序盤にまとめて放送された。
同じ内容の企画をしばらくの期間を置いた後にもう一度ジミー大西に発表してもらうという放送を行った際には、結果は10人に満たなかった。この日の番組は「一夜漬けの記憶はいつまでも続かない」という言葉で締められた。
ジミーちゃんのクイズおぼえてるおぼえてる
ジミー大西に、スタジオで記憶力の問題を出題。上岡・紳助らパネラーは、ジミーがいくつ覚えられるかを予想。その後、ジミーには一定の時間記憶をインプットさせる時間が与えられ、その間、上岡・紳助らパネラーは、あやとりやシャボン玉などのおもちゃが与えられそれで暇をつぶす。そして、ジミーの回答を行い、予想が的中したパネラーにポイントが与えられるというもの。
ジミー大西のニュースコーナー
ジミー大西が、直前の『NNNきょうの出来事』とは全く異なるスタイルで、その日に起こったニュースを読み上げるという番組エンディングのコーナー。あまりにもたどたどしい原稿読みに、上岡と紳助はハラハラしながらジミーにツッコミをいれていた。ジミーの「明日は、東京・日本テレビからお送りします」の締め言葉でその日の番組は終了していた。
小相撲
普段は体験できない大相撲の世界を、番組視聴者に体験してもらおうという企画。相撲好きであるにもかかわらず諸事情で大相撲の世界に入れなかった者から単に興味がある者まで、あらゆる参加者が訪れ、「小相撲」なので新弟子検査基準（身長・体重）を下回ることが条件だった。序盤はパロディの要素もあるので笑いも出たが、打ち止めの一番では技術の確かな者同士が力のこもった対戦を繰り広げた。
お暗いマンガ道場
当時、番組ネット局の中京テレビが制作・放送していた長寿番組『お笑いマンガ道場』のパロディ企画。本家同様、漫画イラストによる大喜利。蛭子能収がこの企画の全ての回に登場したほか、ひさうちみちおなどの本職の漫画家も出演している。
本家でも行われていた、イラストにお題に出された物をあわせたマンガを作るコラージュマンガやダジャレマンガも行われた。ダジャレマンガでは上岡にウケたネタならダジャレに使った食材を使った料理が食べられる。ウケは二の次で、深夜らしい、くだらない内容の問題が多かった。
指名手配容疑者に送る自首のすすめ
指名手配中の容疑者を丁寧かつ分かりやすく紹介し、事件解決の可能性を高める正義の硬派企画。
ローカル芸能人売り出し企画
関西なら誰でも知っているが、関東ではまだ認知が浅いという芸能人を紹介する企画。浜村淳、新野新、キダ・タロー、北野誠、桂雀々、タージンなどが紹介された。当企画の1回目は本人の意向に関係なくタレントを勝手にVTR紹介する形だったため売り込みになっていないものがあり、2回目以降は本人の売り込みになるよう、VTR紹介後、本人が直々にスタジオゲストとして登場する形に改まった。また、当初は東京の業界関係者に紹介することが目的だったが、地方局に対する紹介も可能なことがわかり、中でも鹿児島・徳之島出身の桂楽珍の場合、本人の意向も含めて最初から南九州方面への局関係者への売り込み、という形で紹介され、実際に鹿児島の局からのメディア出演オファーを獲得している。
テレビの限界
テレビ番組を構成するあらゆるものはどこまで必要か、つまり、何がなくなったら放送できなくなるのか調べてみようという企画。通常のスタジオを構成する、副調整室を除いた全てを書き出し、それを一つ一つ退場させる。
いきなりカメラを外そうとするが、そうすると元も子もないので、このときとばかり、プロデューサーやフロアディレクターを外していった。時間いっぱい使い切り、最後はカメラを外して暗転したところでエンディング。それから数年後の1995年10月に『BLT』の第1回にて放送された「テレビスタッフ山崩し」でも、同様のルール・内容だった。
視聴率調査機のある2600世帯だけにおくる限定番組
EX Osaka火曜日第2回目の特集。視聴率の信憑性を調べる企画。1990年4月10日の放送内で視聴率調査機のある視聴者に「今から1分間NHK教育テレビにチャンネルを合わせてください」と呼びかけた。
当時のNHK教育テレビは、この番組が開始してすぐの23:57.30秒にクロージングが放送され、考える人銅像→日章旗（国旗）掲揚・君が代演奏→各局IDを放送して23:59で放送終了しており、チャンネルを合わせても砂嵐かカラーバー（テストパターン映像）のみだったが、この呼びかけに応じた視聴者はNHK教育テレビにチャンネルを合わせた。その結果、この時間帯のNHK教育テレビの関西地区での視聴率はビデオリサーチの視聴率調査で最高2.0%、ニールセンで最高5.9%。ニールセンの調査では同時間帯の全放送局で最も高い数字となった。そのため、ビデオリサーチからクレームが来る事態にまで発展した。このクレームに対し、EX Osakaのプロデューサーは「当たりさわりない企画では今の視聴者は納得しない」「テレビを良い方向に変えるような実験をしたつもりだ」と反論したという。一方で、他局の反応はむしろ好意的なものが多かったという。
また、この企画は1990年に日本民間放送連盟賞番組部門テレビ娯楽最優秀賞を受賞した。また、EX Osaka最終回では「視聴率ゼロに挑戦」と題して、「視聴率調査機のある方は今日この番組を見ないでください」とも呼びかけた。
NHK教育テレビを教育する
EX Osaka火曜3回目の放送では、この2回目のテーマを反映した形でNHK教育テレビについての企画を準備していたが、上岡があまり乗り気ではなかった上に、その前のNEWS・EXTVのコーナーを強制的に終了しCMになったことに対して上岡が激怒してしまい、生放送であるにもかかわらず進行を無視して、スタジオにいるフロアディレクターを主としたスタッフに対して説教を始めた。急遽CM明けに途中で流す予定だったVTRを流したが、VTR終了までに上岡の怒りは収まらずに説教している模様がそのままオンエアされてしまった。
この日の様子は翌日の近畿の夕刊紙である大阪新聞の1面トップ記事になり、2日後の木曜EX Osakaのオープニングでは、自分の事が1面トップ記事になったことを自ら嬉しそうに紹介していた。また、この時に「あれはスタッフを怒ったのではありません、叱ったのです」とも言っていた。結局この日は、本来の企画のNHK教育テレビではなく、企画を出したEX Osakaのスタッフ自身が上岡に教育されてしまった。

### 最終回
よみうりテレビ
火曜EX Osakaの最終回は、冒頭「視聴率ゼロに挑戦」と題して「視聴率調査機のある方は今日この番組を見ないでください」と呼びかけた。その後、上岡と紳助の進行で、過去4年間生み出した企画を「全国のTV関係者におくる・この企画レギュラーでやりませんか!?」と題し、過去の企画の総集編VTRを見たうえで、上岡と紳助が解説を交えアドバイスをし、テレビ関係者に企画を「パクってみませんか?」とプレゼンするものだった。
木曜EX Osakaの最終回は、4年間EX Osakaに携わった出演者総動員による宴会の様子を延々と放送。とはいうものの一筋縄では行かず、途中出席者が放送禁止用語を交えた下ネタトークになったり口論に走ったり暴言を吐き散らしたりと殺伐としたものであり、ラストは宴会を終えた出席者が、一人ひとりカメラに向かってコメントをしながら退席する中、最後に上岡が「次の番組が惨めに終わりますように」と暴言を吐いて終わった。
実際に、『どんまい!!スポーツ&ワイド』はわずか半年で「夜のワイドショー」からバラエティ番組へとリニューアルし、それに伴い木曜日の後番組『炸裂!生テレフォン』（やしきたかじん司会）が半年で終了した。しかし、火曜日の『紳助のサルでもわかるニュース』はリニューアル後も継続し、3年半続いた。
日本テレビ
三宅が「遠山の金さん」ならぬ「三宅の銀さん」に扮して、月曜・水曜・金曜の女性レギュラーに対して裁きを下した。この日のレギュラーのルーは瓦版売り、同心役を古田新太・蛭子能収・見栄晴らが演じたが、古田以外は芝居ができずにグダグダの状況が続き、内容の方も月曜・水曜が御構い無しだったのに対し金曜は「ルーが嫌い」という三宅の一言で有罪扱いとなった。

## その他
- 神奈川県横浜市にあるアーカイブ施設放送ライブラリーには1990年4月10日放送の「視聴率調査機のある2600世帯だけにおくる限定番組」の回が保存されており、視聴することができる[5]。
- 2017年に放送されたフジテレビ系列『フルタチさん×Mr.サンデー合体SP』で上岡が1時間丸々一人喋りをした放送回の映像が紹介された[6]。
- 2023年8月12日に放送された『ダウンタウンvsZ世代』で1990年4月5日の放送回（超過激テレビ論を語る）が紹介された[7]。

## スタッフ
- テーマ曲：三枝成彰
- タイトル：浅葉克己

### 日本テレビ放送網
- 制作：高橋進（初期）
- プロデューサー 
  - 草野公、笹尾光（初期）
  - 神戸文彦、吉田真（中 - 後期）
- 演出
  - 神戸文彦（月・水・金、初期）
  - 菅原正豊（月）
  - 小澤龍太郎（水）
  - 小川通仁（金）
- 構成 
  - 長谷川勝士、浜田悠、小柳友子（月）
  - 詩村博史、廣岡豊→長谷川勝士、平岡秀章（水）
  - 山田美保子、成田はじめ（金）
- 制作協力
  - ハウフルス（月）
  - NTV映像センター（現：日テレアックスオン）（水）
  - ザ・ワークス（金）

### 讀賣テレビ放送
- プロデューサー
  - 豊永幸男（初期）
  - 藤澤國彦（晩期）
  - 白岩久弥（晩期を除く）
談志のノンストップ落語の回と「最強のトリプル」のうちの一部の企画では演出も担当した。
- ディレクター / プロデューサー（1992年10月以降兼務）
  - 梅田尚哉（火）
  - 南中佑介（木）
- ディレクター
  - 竹内伸治（火）
  - 西田二郎（火）
  - 藤木康彰（木）
  - 三好順作（木）
- 構成
  - （火）倉本美津留、三木聡、高須光聖、渡辺泰樹、加藤卓、九十九一、西条昇
  - （木）疋田哲夫、上田信彦

## ネット局
系列は当番組終了当時（1994年4月1日）のもの
★印は、『プロ野球ニュース』から移行した局。
◆印は、番組途中打ち切りにより『プロ野球ニュース』へ放送を移行した局。
秋田放送・北日本放送・四国放送・高知放送・テレビ宮崎、クロスネット時代のテレビ長崎では一度も放送されなかった。
| 放送対象地域  | 放送局             | 系列                          | 備考                                 |
| ------------- | ------------------ | ----------------------------- | ------------------------------------ |
| 関東広域圏    | 日本テレビ         | 日本テレビ系列                | 月曜・水曜・金曜制作局               |
| 近畿広域圏    | 読売テレビ         | 日本テレビ系列                | 火曜・木曜制作局                     |
| 北海道        | 札幌テレビ         | 日本テレビ系列                |                                      |
| 青森県        | 青森放送★          | 日本テレビ系列                | 1991年10月1日から                    |
| 岩手県        | テレビ岩手         | 日本テレビ系列                |                                      |
| 宮城県        | ミヤギテレビ       | 日本テレビ系列                |                                      |
| 山形県        | 山形放送           | 日本テレビ系列                | 1993年4月1日から                     |
| 福島県        | 福島中央テレビ     | 日本テレビ系列                |                                      |
| 山梨県        | 山梨放送           | 日本テレビ系列                |                                      |
| 新潟県        | テレビ新潟         | 日本テレビ系列                |                                      |
| 長野県        | テレビ信州         | 日本テレビ系列                |                                      |
| 静岡県        | 静岡第一テレビ     | 日本テレビ系列                |                                      |
| 石川県        | テレビ金沢         | 日本テレビ系列                |                                      |
| 福井県        | 福井放送           | 日本テレビ系列                | 1991年4月5日から金曜版は未放送       |
| 中京広域圏    | 中京テレビ         | 日本テレビ系列                | [ 注 6 ]                             |
| 鳥取県 島根県 | 日本海テレビ       | 日本テレビ系列                |                                      |
| 広島県        | 広島テレビ         | 日本テレビ系列                |                                      |
| 山口県        | 山口放送★          | 日本テレビ系列                | 1993年10月1日から                    |
| 香川県 岡山県 | 西日本放送         | 日本テレビ系列                |                                      |
| 愛媛県        | 南海放送           | 日本テレビ系列                |                                      |
| 福岡県        | 福岡放送           | 日本テレビ系列                |                                      |
| 長崎県        | 長崎国際テレビ     | 日本テレビ系列                | 1991年4月1日開局から                 |
| 熊本県        | くまもと県民テレビ | 日本テレビ系列                |                                      |
| 大分県        | テレビ大分         | 日本テレビ系列 フジテレビ系列 | 金曜版は未放送                       |
| 鹿児島県      | 鹿児島テレビ◆      | フジテレビ系列                | 金曜版は未放送 1992年3月26日打ち切り |
| 鹿児島県      | 鹿児島読売テレビ   | 日本テレビ系列                | 1994年4月1日の最終回のみ放送         |